# 丁文莹
丁文莹（？—？），江苏江都县人，字石庵，中华民国北洋时期政治人物。曾任中华民国第一届国会第二次解散后的“非常国会”（又称“护法国会”）参议院议员，任期从1917年8月至1922年6月；后又任中华民国第一届国会第三期常会参议院议员，任期从1922年10月至1924年11月。